# Dendrocincla anabatina
Dendrocincla anabatina е вид птица от семейство Furnariidae.

## Разпространение
Видът е разпространен в Белиз, Коста Рика, Гватемала, Хондурас, Мексико, Никарагуа и Панама.